# 坪井智浩
坪井 智浩（つぼい ともひろ、1971年9月30日 - ）は、日本の男性声優、ナレーター。埼玉県出身。81プロデュース所属。

## 略歴
高校1年生の時に行っていた養成所の体験入学で、「入試免除してくれる」と言われたことから声優を目指した。高校2年生の時に声優のことについての勉強を始めたという。
当初はアニメの方が興味強かったが、やってるうちに外画の方がよくなったという。
高校時代はファミレス、本屋、レンタルビデオ屋のアルバイトをしていた。レンタルビデオ屋でのアルバイトのおかげで、外画を見まくるようになったという。
勝田声優学院卒業。
1991年、江崎プロダクション付属養成所卒業。1993年、マウスプロモーションに所属。
2007年6月30日まではマウスプロモーションに所属し、フリーの時期を経て2007年9月1日に81プロデュースの所属となった。

## 人物
声優としては、ゲーム、アニメ、外画吹き替え、テレビなどで活躍している。二枚目から軽いお調子もの役まで演じる。演じて楽しいキャラクターは二枚目以外のキャラなら楽しいといい、コメディーで画や役者が派手に芝居してくれると面白いと語る。
役作りに苦労したキャラは原作者や制作者、ディレクターと坪井の思っていたキャラが違っていたところ苦労している。修正できる場合はいいが、要求されたイメージがはっきり分からないものは難しいという。2005年の質問では、坪井を知っている人物が呼んでくれるため、坪井から外れたキャラクターについてはないという。
あるキャラクターを演じていた時、それ以前に演じていた声優のようにそのキャラクターを演じるように要求されたことについては、大変だったという。
趣味・特技はサッカー、水泳。
水泳は小学1年生の時の同級生が行ってたことから行く気になっただけで選手育成コースまで行った。しかし、捻挫で一ヶ月半休んでいたところ練習についていけなくなり辞めた。最後の一年はサッカーの少年団と掛け持ちしてたが、サッカーの方が楽しく水泳のために少年団を早引きするの嫌になってたため、願ったりかなったりしていた。
珠算は幼稚園が珠算をしていたため、小学生になり、親に珠算塾を入れられた。　
サッカーのポジションはバック、水泳の得意な泳法はブレスト（平泳ぎ）、珠算は読み上げ算が好きだった。サッカー、水泳、珠算の大会においても全て出場しており、優勝して賞状を獲得した経験を持つ。
同じ幼稚園の後輩に浅川悠がいる。
妹がいる。

## 出演
太字はメインキャラクター。

### テレビアニメ
1995年
- 黄金勇者ゴルドラン（パイロットB）
- 怪盗セイント・テール（男子生徒A）
- 十二戦支 爆烈エトレンジャー（マジリス）
- ストリートファイターII V（給仕、囚人、ゲリラA 他）
- それいけ!アンパンマン（カモメの郵便屋さん、ロボコック）
- 闘魔鬼神伝ONI（アイオライト）
- とっても!ラッキーマン（人差し指レッド、鋼鉄マン）
- バーチャファイター（声1、研究員）
- 爆れつハンター（執事、コック 他）

1996年
- 赤ちゃんと僕（山口）
- シンデレラ物語（ビンゴ）

1997年
- VIRUS -VIRUS BUSTER SERGE-（ハイウェイポリスA、A・ラクレー、科学者、男B、隊長）
- HARELUYA II BØY（松戸ジョージ、コスギ、子分弐、キラーリーダー 他）

1998年
- EAT-MAN'98（捜査員A、世話人）
- タッチ Miss Lonely Yesterday あれから君は…（男A）
- 南海奇皇（運転手、パイロット）

1999年
- デビルマンレディー（男）
- トラブルチョコレート（ガーナ）
- ルパン三世 愛のダ・カーポ〜FUJIKO'S Unlucky Days〜（医師B）

2000年
- サイバーシックス（テラ、テクノ1、男/狼、テクノ、フィクストピエロ）
- 週刊ストーリーランド（AD2）

2001年
- 星界の戦旗II（刑務官C）
- ルパン三世 アルカトラズコネクション

2002年
- 激闘!クラッシュギアTURBO（凪島シンゴ、クラッシュ・ゴードン）

2003年
- WOLF'S RAIN（奪還隊B）
- クラッシュギアNitro（ZD）
- NARUTO（2003年 - 2006年、神月イズモ、黒服隊長）
- 人間交差点（若林良夫）

2004年
- お伽草子（父親）
- 陰陽大戦記（2004年 - 2005年、西郷テル）
- 名探偵コナン（2004年 - 2023年、河埜麻雄、八木沢浩、木山鍛治、中道〈2代目〉、男、印南銃一）
- MONSTER（学生）

2005年
- アイシールド21（ボブ）
- 格闘美神 武龍（2005年 - 2006年、シンちゃん） - 2シリーズ
- スターシップ・オペレーターズ（三上シント）

2006年
- 学園ヘヴン BOY'S LOVE HYPER!（七条臣）
- ゼーガペイン（シマ）
- D.Gray-man（ジョニー・ギル）
- パンプキン・シザーズ（ルドルフ）
- 武装錬金（鈴木震洋）
- LEMON ANGEL PROJECT（城乃内貴史）

2007年
- エル・カザド（ゲレーロ）
- デルトラクエスト（ジン）
- 東京魔人學園剣風帖 龖（犬神杜人、八剣右近、サユリ） - 2シリーズ
- NARUTO -ナルト- 疾風伝（2007年 - 2012年、神月イズモ、木ノ葉の忍、アマイ）

2008年
- CLANNAD-クラナド-（野球部キャプテン）
- ゴルゴ13（マヌ、ビットリオ、クランプのボディーガード）
- スケアクロウマン（ドクター・サトウ、男）
- 絶対可憐チルドレン（出町）
- デュエル・マスターズ クロス（マッキー）

2009年
- 戦国BASARA（2009年 - 2010年、前田利家） - 2シリーズ
- ぜんまいざむらい（アミダくん、几帳面次郎、若者A）
- TYTANIA -タイタニア-（イルク少佐）
- ティアーズ・トゥ・ティアラ（タリエシン）
- ミチコとハッチン（ピエロ）
- メジャー（2009年 - 2010年、シーザー、アン・チョンゴン、医師、アナウンス、場内アナウンス） - 2シリーズ

2010年
- 刀語（真庭喰鮫）
- 薄桜鬼（2010年 - 2016年、永倉新八） - 4シリーズ
- バトルスピリッツ ブレイヴ（2010年 - 2011年、ザック、オペレーターA）
- FORTUNE ARTERIAL 赤い約束（東儀征一郎）

2011年
- 神様ドォルズ（下山）
- クロスファイト ビーダマン（司会者）
- へうげもの（明智秀満、福島正則、藤柴耕吉郎）

2012年
- エリアの騎士（新堂信明）
- 探検ドリランド（2012年 - 2013年、スライヤ、魔族）
- NARUTO -ナルト- SD ロック・リーの青春フルパワー忍伝（神月イズモ）

2013年
- THE UNLIMITED 兵部京介（宇津美清司郎）

2014年
- シドニアの騎士（2014年 - 2015年、勢威一郎） - 2シリーズ
- プリパラ（みれぃのパパ）

2015年
- かみさまみならい ヒミツのここたま（2015年 - 2018年、四葉幸一、たませんにん、ムキテツ）
- 境界のRINNE（2015年 - 2017年、スズキ先生、猫田 父、会長、MC、だまし神B）

2016年
- orange（菜穂の父）
- タイムトラベル少女〜マリ・ワカと8人の科学者たち〜（御影丞）

2017年
- 霊剣山 叡智への資格（周先生）
- 鬼平（竜野）
- EVIL OR LIVE （粱辰哀〈リョウ〉）

2018年
- ダメプリ ANIME CARAVAN（カルボ）
- 音楽少女（稲葉）
- 学園BASARA（前田利家）

2019年
- 胡蝶綺 〜若き信長〜（織田信広）
- ACTORS -Songs Connection-（五月女燎）

2020年
- ブレーカーズ（勝の父、理学療法士）

2021年
- ゆるキャン△ SEASON2（郵便局員）
- キラッとプリ☆チャン（輝パパ）

2022年
- BORUTO-ボルト- NARUTO NEXT GENERATIONS（舟戸テンマ）
- 群青のファンファーレ（医者）
- 異世界迷宮でハーレムを（盗賊）

2023年
- 転生王女と天才令嬢の魔法革命（グランツ・マゼンタ）

2024年
- ドラえもん（テレビ朝日版第2期）（あばら家さん）
- メカウデ（ジョー）

### 劇場アニメ
1990年代
- 蒼い記憶 満蒙開拓と少年たち（1992年、作業員A）
- それいけ!アンパンマン アンパンマンとハッピーおたんじょう日（男の子）
- 栄光へのシュプール -猪谷千春物語-（1997年、青年時代の猪谷千春）

2000年代
- The AURORA 海のオーロラ（2000年、山口ノリマサ）
- WXIII 機動警察パトレイバー（2002年）
- 劇場版 NARUTO -ナルト- 疾風伝 火の意志を継ぐ者（2009年、神月イズモ）

2010年代
- 劇場版 薄桜鬼 第一章 京都乱舞（2013年、永倉新八）
- THE LAST -NARUTO THE MOVIE-（2014年、神月イズモ）
- ゼーガペインADP（2016年、シマ）
- 弱虫ペダル SPARE BIKE（2016年、白岩）

2020年代
- シドニアの騎士 あいつむぐほし（2021年、勢威一郎）
- ゼーガペインSTA（2024年、シマ）

### OVA
1990年代
- 今日から俺は!!（1993年、学生）
- KEY THE METAL IDOL（1996年）
- 銀河英雄伝説（1994年、ブールダハ）
- らんま1/2 SUPER ああ呪いの破恋洞! 我が愛は永遠に（1995年）
- エンジェル伝説（1996年）
- BLUE SEED2（1996年）
- マスターモスキートン（1996年、ラジオの音）
- ジオブリーダーズ（1998年、ハウンド隊員）
- 超機動伝説ダイナギガ（1998年、ひかりの父、所員）

2000年代
- X -予兆-（2002年、側近）
- 聖闘士星矢 THE LOST CANVAS 冥王神話（2009年 - 2011年、ヒュプノス）

2010年代
- 薄桜鬼 雪華録（2011年、永倉新八）

### Webアニメ
- 亡念のザムド（2008年、ヒトガタ使い）
- OBSOLETE（2019年、コマンダー部下、ネットニュース音声）

### ゲーム
1995年
- ウェイ・オブ・ザ・ウォリアー（ニンジャ、ノブナガ、コウノトリ、ザ・ドラゴン、シェイキー・ジェイク）

1996年
- ガーディアンヒーローズ（アンデッドヒーロー）

1998年
- エクサレギウス（ハーディ）
- サクラ大戦2 〜君、死にたもうことなかれ〜（群集）
- 東京魔人學園 シリーズ（1998年 - 2004年、御門晴明、犬神杜人、阿師谷伊周、支奴洒門、嵐王、榊茂保衛門） - 3作品

1999年
- PS版ロードオブモンスターズ（召喚師）

2000年
- サンライズ英雄譚（2000年 - 2001年、クラウディア士官、マノン 他） - 2作品
- 立体忍者活劇 天誅 弐（力丸）
- ROOMMANIA#203（タカハシ）

2002年
- アンリミテッド:サガ（クン＝ミン）
- 学園ヘヴン BOY'S LOVE SCRAMBLE!（2002年 - 2005年、七条臣） - 3作品
- スター・ウォーズ ローグ スコードロン II（ウェッジ・アンティリーズ）

2003年
- スター・ウォーズ ローグ スコードロン III（ウェッジ・アンティリーズ）
- ニュールーマニア ポロリ青春（タカハシ）

2004年
- 九龍妖魔學園紀（朱堂茂美、トト）
- 3年B組金八先生 伝説の教壇に立て!（てつ）
- 007 エブリシング オア ナッシング（番兵）PlayStation 2版、ニンテンドー ゲームキューブ版
- フルハウスキス（2004年 - 2007年、松川皇） - 3作品
- 放課後のLove Beat（聖中慶介）

2005年
- 修業旅行〜古都迷走地図〜（滝太一）
- スター・ウォーズ エピソード3/シスの復讐（バトル・ドロイド 他）
- 戦国BASARA（2005年 - 2016年、前田利家） - 10作品
- 風雲 幕末伝（秋月小次郎）
- Little Aid（堤千弦、土師博巳、萩原光輝）

2006年
- e'tude prologue 〜揺れ動く心のかたち〜（土師博巳、萩原光輝）

2007年
- セツの火（佐伯躍）
- プリンセスメーカー5（大友龍之介）
- レインボーシックス ベガス（ガブリエル・ノワック）

2008年
- ティアーズ・トゥ・ティアラ 花冠の大地（タリエシン）
- テイルズ オブ シンフォニア -ラタトスクの騎士-（ハーレイ）
- 薄桜鬼 〜新選組奇譚〜（2008年 - 2016年、永倉新八） - 20作品

2009年
- ティアーズ・トゥ・ティアラ外伝 -アヴァロンの謎-（タリエシン）

2010年
- Solatorobo それからCODAへ（バイオン）
- TAKUYO Mix Box 〜ファーストアニバーサリー〜（堤千弦）
- メタルファイト ベイブレード シリーズ（タケル） - 2作品

2012年
- アスラズ ラース（童子）

2014年
- 魔都紅色幽撃隊（華山竹）
- GUILTY GEAR Xrd -SIGN-（クロノス）

2015年
- スーパーロボット大戦BX（マノン）
- 東京陰陽師 〜天現寺橋怜の場合〜 V Edition（目黒将人）

2016年
- GUILTYGEAR Xrd -REVELATOR-（クロノス、ランディ）
- クイズRPG 魔法使いと黒猫のウィズ（ガウローン、エリーク・ハネス）
- グランブルーファンタジー（ガイル）
- 世界樹の迷宮V 長き神話の果て（エドガー）
- ロンドンハイスト（フランク）

2017年
- ラジアントヒストリア パーフェクトクロノロジー（バノッサ）

2020年
- 九龍妖魔學園紀（朱堂茂美）

2021年
- シドニアの騎士 掌位ノ絆（勢威一郎）

### ドラマCD
- ACTORS シリーズ（五月女燎）
  - EXIT TUNES PRESENTS ACTORS
  - EXIT TUNES PRESENTS ACTORS2
  - EXIT TUNES PRESENTS ACTORS - Extra Edition 2 - feat. 颯馬、燎、水月
  - ACTORS - Deluxe Duet Edition -
  - ACTORS - Drama Edition -
- 陰陽大戦記 スペシャルサウンドトラック 虎の巻（西郷テル）
- 九龍妖魔學園紀 シリーズ
  - 九龍妖魔學園紀 Vol.1（トト・ジェフティメス、ボクタ）
  - 九龍妖魔學園紀 Vol.2（朱堂茂美）
- 紳士同盟†（成宮千里）
- 東京魔人學園伝奇 シリーズ
  - 東京魔人學園 退魔陣（璃空）
  - 東京魔人學園 月紅伝（犬神杜人）
  - 東京魔人學園 黄龍祭（御門晴明、犬神杜人）
- トラブルチョコレートシリーズ（ガーナ 他）
- ドラマCD「DOLLS」02（豊田旭）
- 薄桜鬼 シリーズ（永倉新八）
  - 薄桜鬼 ドラマCD 〜新選組捕物控〜 前編・後編
  - 薄桜鬼 ドラマCD 〜若殿道中記〜
  - 薄桜鬼 ドラマCD 〜千鶴誘拐事件帳〜
  - 薄桜鬼 ドラマCD 〜島原騒動記〜
  - アニメ「薄桜鬼」キャラクターCD 幕末花風抄 永倉新八・山崎烝
  - アニメ「薄桜鬼」ドラマCD 〜星夜の想い〜
  - アニメ「薄桜鬼」ドラマCD 〜改名秘帖録〜
- 武装錬金（鈴木震洋）
- フルハウスキス シリーズ
  - フルハウスキス 〜ホワイト・ドリーム〜 ドラマCD（松川皇）
  - 癒しのMuse 〜フルハウスキスシングルコレクション Vol.11 〜松川依織&松川皇（佐々木望&坪井智浩）
  - フルハウスキス2 オフィシャルファンブック Vol.2 〜今夜は俺がご主人様だ〜 ラジオCD（松川皇）
  - フルハウスキス 〜ラ・プリンス殺人事件 処女雪のコテージ 〜追加ディスク アドベンチャー ドラマCD（松川皇）
- VOICE STATION 〜HOTEL MAUSU〜 シリーズ
  - VOICE STATION 〜HOTEL MAUSU〜 1 DJCD（広報：坪井智浩）
  - VOICE STATION 〜HOTEL MAUSU〜 IV DJCD（加瀬康之・坪井智浩・石井真・小野大輔）
- WILD ADAPTER（新木）

### BLCD
- 愛の才能（宮本）
- いけない生徒会室（瓜生）
- 愛しのXLサイズ・続々
- うちの巫女が言うことには（矢吹信次）
- お願い！ダーリン（天使）
- 子供（ガキ）の領分 シリーズ（麻生涼介）
  - 子供の領分3 最凶ヒールズ
  - 子供の領分4 噂の真髄
  - 子供の領分5 悪運の条件
  - 子供の領分8 分岐点vol.1発端
  - 子供の領分10 分岐点vol.3爆心
- 学園ヘヴン シリーズ（七条臣）
  - 学園ヘヴン 〜未来は君のもの〜
  - 学園ヘヴン2 〜強気な2年生〜
  - 学園ヘヴン2 〜Welcome to HEAVEN!〜
  - 学園ヘヴン ヴォーカルアルバム〜SONG!MVP〜
  - 学園ヘヴン マキシシングル〜SWEET CANDY〜
  - 学園ヘヴン マキシシングル〜BITTER CHOCOLATE〜
  - 学園ヘヴン3 〜Happy☆パラダイス〜
  - DJCD 学園ヘヴン BL学園放送部『ベル☆ラジ』
- 豪華客船で恋は始まる（ベリオ）
- 高校王子〜王子の贈り物〜（緒方）
- 皇林学院シリーズ1 いけない生徒会室（瓜生）
- コヨーテⅢ（ベンジャミン・ドイル）
- シャングリラの鳥（ダグラス）
- 勝負は時の…運だろ?（高橋不死男）
- その指だけが知っている シリーズ（川村）
  - その指だけが知っている
  - 左手は彼の夢をみる その指だけが知っている2
  - くすり指は沈黙する その指だけが知っている3
  - 両手に君の告白を その指だけが知っている4
- 花嫁 シリーズ（王月林）
  - 花嫁は緋色に囚われる
  - 花嫁は翡翠に奪われる
  - 花嫁は紫龍に乱れる
- ハピネス（原野宗久）
- 仄かな恋の断片を（瑛）
- メロディ♪ハレルヤ（男子生徒B）
- 夢のような話（菅）
- 欲望の犬（水上護）
- ラ・サタニカ（科川）
- レシピ（カイヤ）

### 吹き替え

#### 映画
- 藍色夏恋（チャン・シーハオ〈チェン・ボーリン〉）
- アメリカン・バイバイバイ!完結編 俺たちの同騒会
- イカとクジラ（ウォルト・バークマン〈ジェシー・アイゼンバーグ〉）
- イルマーレ
- オー!マイDJ（サンヒョン〈イ・ボムス〉）
- 脅迫者/バッド・スパイラル（ネイサン・コリガン〈デヴォン・サワ〉）
- 木を植えた男
- キング・コング（プレストン〈コリン・ハンクス〉）
- グラマー・エンジェル危機一発
- クルーエル・インテンションズ2（セバスチャン〈ロビン・ダン〉）
- クロコダイルの涙（ギャング）
- 月下の恋（リーアム）
- サンダーバード 劇場版（レイ・ピアース博士）※DVD版
- 死の標的（ニック）※テレビ朝日版
- 処刑・ドット・コム（マット）
- スカイ・ハイ（ザック）
- スタンド・バイ・ミー（ビリー・テシオ〈ケイシー・シーマツコ〉）※DVD・ビデオ版
- SPUN スバン（フリスビー〈パトリック・フェジット〉）
- スピリット・ボクシング（ガブリエル）
- ダンシング・ハバナ（ハビエル・スアレス〈ディエゴ・ルナ〉）
- 沈黙の戦艦 ※テレビ朝日版
- 沈黙の要塞 ※テレビ朝日版
- ツイン・タウン（ジェレミー〈リス・エヴァンス〉）
- デス・オブ・ザ・クロウ（エリック・ドレイブン / クロウ〈マーク・ダカスコス〉）
- デスペラード ※テレビ朝日版
- 南京の基督
- ハード・ターゲット（ジェフ 他）
- ハード・チェック（リッキー 他）　※ビデオ版
- バスキア
- バトル・オブ・バルジ（CK〈ビル・ボーヘス〉）
- パラサイト（スタン・ロサド〈ショーン・ハトシー〉）※テレビ版
- パリス・ヒルトン in HOLLYWOOD☆SCANDAL（ヘイデン〈ブライアン・ハリセイ〉）
- ハンティング・パーティ（ベンジャミン・ストラウス〈ジェシー・アイゼンバーグ〉）
- ひとまず走れ!（ソンファン〈ソン・スンホン〉）
- Bモンキー（ブルーノ〈ジョナサン・リス＝マイヤーズ〉）
- ブラックバード・ライジング（ビクトリオ・デ・ブラシ〈ジョルジョ・パソッティ〉）
- ブラックホーク・ダウン（ランス・トゥオンブリー特技下士官〈トム・ハーディ〉）※テレビ版
- フロム・ヘル（ウィザーズ巡査）※ソフト版
- ブロンド・ライフ（カル・クーパー〈クリスチャン・ケイン〉）
- ペリカン文書（エドワード・リニー）※ソフト版
- ベルベット・ゴールドマイン（アーサー・スチュアート〈クリスチャン・ベール〉）
- ボーイズ・オン・ザ・サイド
- マイ・フレンド・フリッカ（ハワード）
- ミュータント・タートルズ ※フジテレビ版
- モナリザ・スマイル（トミー・ドニーガル〈トファー・グレイス〉）
- ラストゲーム（チック・ディーガン〈リック・フォックス〉）
- ラスベガスをやっつけろ（ヒッチハイカー〈トビー・マグワイア〉）※旧盤DVD・ビデオ版
- ラングーンを越えて
- ルール2（トビー）
- -less[レス]（リチャード）
- ロードキラー（ルイス・トーマス〈ポール・ウォーカー〉）※ソフト版
- ロスト・ボディ（アレックス〈ウーゴ・シルバ〉）
- 蠟人形の館（ニック・ジョーンズ〈チャド・マイケル・マーレイ〉）
- ワンス・アポン・ア・タイム・イン・アメリカ（少年時代のヌードルス）※DVD・BD版

#### ドラマ
- ER緊急救命室シリーズ（ライリー・ブラウン〈スコット・マイケル・キャンベル〉、モラレス〈デメトリアス・ナヴァロ〉）
- WITHOUT A TRACE/FBI 失踪者を追え!（マーク・オニール）
- X-ファイル（ジェフリー・スペンサー）
- NCIS:LA 〜極秘潜入捜査班（マーティ・ディークス〈エリック・クリスチャン・オルセン〉）
- 恐竜家族
- クロウ シリーズ（エリック・ドレイヴン / クロウ〈マーク・ダカスコス〉） - 2シリーズ[一覧 12]
- クワンティコ/FBIアカデミーの真実 シーズン2（クレイトン・ハース〈ハンター・パリッシュ〉）
- 殺人を無罪にする方法 シーズン2（チャールズ・マホーニー〈ウィルソン・べセル〉）
- ストリートファイター ※テレビ朝日版
- スピードウェイ（インゴ・フィッシャー）
- 24 -TWENTY FOUR- シーズン2（レーザ・ナイール〈フィリップ・ライズ〉）
- NIKITA / ニキータ（ショーン）
- パパ（チェ・ヒョンジュン〈ペ・ヨンジュン〉）
- プライベート・プラクティス4（スティーヴン）
- ブラザーズ&シスターズ（スコッティ・ワンデル〈ルーク・マクファーレン〉）
- ベイウォッチ（マット・ブロディ）
- ボディ・オブ・プルーフ2 死体の証言（ローナン・ギャラガー）
- ホテリアー（シン・ドンヒョク〈ペ・ヨンジュン〉）
- 見えない訪問者 〜ザ・ウィスパーズ〜（ウェス・ローレンス〈バリー・スローン〉）
- レジェンド・オブ・フラッシュ・ファイター 書剣恩仇録（趙半山〈ウー・ユエ〉）

#### アニメ
- きかんしゃトーマス（トビー、フリン、メリック、マイク、シドニー（2代目）、エマーソン、フリードリヒ教授 他）※テレビ東京、NHK版
  - トーマスをすくえ!! ミステリーマウンテン
  - きかんしゃトーマス 伝説の英雄
  - きかんしゃトーマス ディーゼル10の逆襲
  - きかんしゃトーマス ブルーマウンテンの謎
  - きかんしゃトーマス キング・オブ・ザ・レイルウェイ トーマスと失われた王冠
  - きかんしゃトーマス 探せ!!謎の海賊船と失われた宝物
  - きかんしゃトーマス とびだせ!友情の大冒険
  - きかんしゃトーマス Go!Go!地球まるごとアドベンチャー
  - きかんしゃトーマス チャオ!とんでうたってディスカバリー!!
  - きかんしゃトーマス おいでよ!未来の発明ショー!
- 新くまのプーさん（ハチ）
- スピリット
- トムとジェリー
- バットマン:ブレイブ&ボールド（オーシャンマスター）
- ヘラクレス（パレンテシス、オデュッセウス、ロキ 他）

### ラジオ
- VOICE STATION〜HOTEL MAUSU〜

### オーディオブック
- 銀河英雄伝説 ダゴン星域会戦記（2016年、ヤングブラッド＋シュミードリン[43]）
- 六人の赤ずきんは今夜食べられる（2020年、朗読＋猟師[44]）

### 特撮
- スーパー戦隊シリーズ
  - 忍風戦隊ハリケンジャー（2002年、毒花忍者ハナサッカ道士の声）
  - 特命戦隊ゴーバスターズ（2012年、スナドケイロイドの声）
- ケータイ捜査官7（2008年、フォンブレイバー01の声、フォンブレイバー6の声）
- 仮面ライダーシリーズ
  - 仮面ライダーディケイド（2009年、スワローテイルファンガイアの声）
  - 仮面ライダーオーズ/OOO（2011年、オウムヤミー(赤色)の声）

### 実写
- ETERNAL VALENTINE in HOTEL MAUSU DVD
- オトメイトパーティー♪2009
- フルハウスキス 祥慶フェスティバル
  - 祥慶フェスティバル2007☆DVD
  - 祥慶フェスティバル2008★DVD

### テレビ番組
- にっぽんの名城
  - にっぽんの名城 DVD BOOK（ナレーション）
  - にっぽんの名城 DVD BOOK 其の弐（ナレーション）
- にっぽんの世界遺産 DVD BOOK（ナレーション）
- 世界の衝撃ストーリー（声の出演）
- 日立 世界・ふしぎ発見!（声の出演）

### その他コンテンツ
- オーディオドラマ『グランブルーファンタジー OTOCA「氷晶宮でミックスパイを」』（2017年、ガイル[40]）

## ディスコグラフィ

### キャラクターソング
| 発売日         | 商品名                                                      | 歌 | 楽曲                                | 備考                                                        |
| -------------- | ----------------------------------------------------------- | --- | ----------------------------------- | ----------------------------------------------------------- |
| 2010年11月24日 | 薄桜鬼 キャラクターCD 幕末花風抄 永倉新八・山崎烝           | 永倉新八（坪井智浩）                                                                                                 | 「いっぽんの樹 〜武士に二言無し〜」 | テレビアニメ『薄桜鬼』関連曲                                |
| 2014年3月19日  | EXIT TUNES PRESENTS ACTORS                                  | 五月女燎（坪井智浩）                                                                                                 | 「いろは唄」                        | キャラクターCD『ACTORS』関連曲                              |
| 2014年11月5日  | ACTORS-Extra Edition 2-feat.颯馬、燎、水月                  | 五月女燎（坪井智浩）                                                                                                 | 「僕は初音ミクとキスをした」        | キャラクターCD『ACTORS』関連曲                              |
| 2015年3月4日   | ACTORS-Deluxe Duet Edition-                                 | 葛野大路颯馬（置鮎龍太郎）、五月女燎（坪井智浩）                                                                     | 「いーあるふぁんくらぶ」            | キャラクターCD『ACTORS』関連曲                              |
| 2016年6月15日  | EXIT TUNES PRESENTS ACTORS5                                 | 五月女燎（坪井智浩）                                                                                                 | 「曖昧劣情Lover」                   | キャラクターCD『ACTORS』関連曲                              |
| 2017年3月15日  | ACTORS - Deluxe Delight Edition                             | 光司陽太（保志総一朗）、葛野大路颯馬（置鮎龍太郎）、五月女燎（坪井智浩）                                             | 「デッドラインサーカス」            | キャラクターCD『ACTORS』関連曲                              |
| 2019年10月2日  | EXIT TUNES PRESENTS ACTORS7                                 | 五月女燎（坪井智浩）                                                                                                 | 「独りんぼエンヴィー」              | キャラクターCD『ACTORS』関連曲                              |
| 2019年10月2日  | EXIT TUNES PRESENTS ACTORS7 初回限定盤                      | 鑑香水月（野島健児）、葛野大路颯馬（置鮎龍太郎）、光司陽太（保志総一朗）、東本桂士（杉山紀彰）、五月女燎（坪井智浩） | 「神のまにまに」                    | キャラクターCD『ACTORS』関連曲                              |
| 2019年10月30日 | INAZUMA SHOCK                                               | 歌唱部 | 「INAZUMA SHOCK」                   | テレビアニメ『ACTORS -Songs Connection-』エンディングテーマ |
| 2019年12月18日 | ACTORS -Songs Connection- キャラクターソング Vol.9 五月女燎 | 五月女燎（坪井智浩）                                                                                                 | 「路地裏nora」                      | テレビアニメ『ACTORS -Songs Connection-』関連曲             |
| 2019年12月18日 | ACTORS -Songs Connection- キャラクターソング Vol.9 五月女燎 | 五月女燎（坪井智浩）、葛野大路颯馬（置鮎龍太郎）                                                                     | 「モノローグ・モノローグ」          | テレビアニメ『ACTORS -Songs Connection-』挿入歌             |
| 2020年5月20日  | ACTORS-Singing Contest Edition-sideB                        | 五月女燎（坪井智浩）                                                                                                 | 「妄想感傷代償連盟」                | キャラクターCD『ACTORS』関連曲                              |

### シリーズ一覧
1. ↑  『戦国BASARA』（2009年）、『戦国BASARA弐』（2010年）
2. ↑  第5期（2009年）、第6期（2010年）
3. ↑  『薄桜鬼』『薄桜鬼 碧血録』（2010年）、『薄桜鬼 黎明録』（2012年）、『薄桜鬼〜御伽草子〜』（2016年）
4. ↑  第1期（2014年）、第2期『第九惑星戦役』（2015年）
5. ↑  『東京魔人學園剣風帖』（1998年）、『東京魔人學園外法帖』（2002年）、『東京魔人學園外法帖血風録』（2004年）
6. ↑  『サンライズ英雄譚R』（2000年）、『サンライズ英雄譚2』（2001年）
7. ↑  『学園ヘヴン BOY'S LOVE SCRAMBLE!』（2002年）、『学園ヘヴン BOY'S LOVE SCRAMBLE! Type B』（2004年）、『学園ヘヴン おかわりっ!』（2005年）
8. ↑  『フルハウスキス』（2004年）、『フルハウスキス2』（2006年）、『フルハウスキス2〜恋愛迷宮〜松川皇シナリオ『カワ☆カレ』』（2007年）
9. ↑  『戦国BASARA』（2005年）、『戦国BASARA2』（2006年）、『戦国BASARA2 英雄外伝』（2007年）、『戦国BASARA バトルヒーローズ』（2009年）、『戦国BASARA3』（2010年）、『戦国BASARA クロニクルヒーローズ』『戦国BASARA3 宴』（2011年）、『戦国BASARA4』[31]（2014年）、『戦国BASARA4 皇』[32]（2015年）、『戦国BASARA 真田幸村伝』（2016年）
10. ↑  『薄桜鬼 〜新撰組奇譚〜』（2008年）、『薄桜鬼 随想録』『薄桜鬼 ポータブル』（2009年）、『薄桜鬼 巡想録』『薄桜鬼 随想録 ポータブル』『薄桜鬼 DS』『薄桜鬼 遊戯録』『薄桜鬼 黎明録』（2010年）、『薄桜鬼 随想録 DS』『薄桜鬼 3D』『薄桜鬼 遊戯録 DS』『薄桜鬼 黎明録 ポータブル』（2011年）、『薄桜鬼 幕末無双録』『薄桜鬼 遊戯録弐 祭囃子と隊士達』[33]『薄桜鬼 黎明録 DS』『薄桜鬼 黎明録 名残り草』（2012年）、『薄桜鬼 鏡花録』[34]（2013年）、『薄桜鬼SSL 〜sweet school life〜』[35]（2014年）、『薄桜鬼 真改 風ノ章』[36]（2015年）、『薄桜鬼 真改 華ノ章』[37]（2016年）
11. ↑  『爆神スサノオ襲来!』『頂上決戦!ビッグバン・ブレーダーズ』（2010年）
12. ↑  『クロウ 天国への階段』『クロウVSクロウ』

### ユニットメンバー
1. ↑  鑑香水月（野島健児）、五月女燎（坪井智浩）、葛野大路颯馬（置鮎龍太郎）、光司陽太（保志総一朗）